# 柏木幸助
柏木 幸助（かしわぎ こうすけ、1857年1月9日（安政3年12月14日） - 1923年（大正12年）2月7日）は、山口県防府市三田尻出身の発明家。日本で初めて安全マッチを発明し、国産唯一の体温計やジアスターゼの製造にも成功した。

## 生涯
1856年（安政3年）、薬舗柏木治助の次男として生まれる。1872年（明治5年）、16歳の時、防府市牟礼の桂権吾に化学を学び始める（1874年（明治7年）まで）。1875年（明治8年）、発火薬に赤燐を用いたマッチの製造に成功。1877年には安全マッチの製造に成功し、生産を始める。1878年（明治11年）6月、華浦医学校で理化学を学ぶ。このあと、三田尻港の水深が浅く、大型汽船が寄港できないことから、その浚渫を計画するも、浚渫船を入手できず、周陽丸を建造して広島、下関に運行させたり、大阪道修町の薬種商白井治兵衛に体温計製造を相談、宇部のガラス職人惣兵衛とガラス瓶の製造を試みたりする。
その後も、新聞の発行を思い立ったり、周陽中学校（現・山口県立防府高等学校）の設立運動を行うなど社会事業にも積極的に関わる。1882年（明治15年）、マッチ工場が、薬品の配合を誤って全焼。父治助が、再建を許さず、マッチ製造から足を洗う。
1883年（明治16年）自宅にある寒暖計からヒントを得て国産第一号の体温計の製造に成功、自分のアイディアだけで、ガラスを溶かして毛細管を作るのにも成功した。同年、生産を開始する。1885年（明治18年）には、無留点（むりゅうてん）体温計の製造にも成功。
1884年（明治17年）第一回薬舗開業試験に合格、薬舗開業免状を取得する。
1903年（明治36年）醤油速成製造法を研究中、ジアスターゼを発見する。この柏木強力ジアスターゼ製造法は、フランスで特許を取得した後、製造販売権を三共株式会社に譲渡した。
1904年（明治37年)酒精蒸留器を発明し、特許を取得。
1910年（明治43年）横浜港から朝日新聞主催の世界一周旅行に出発。帰国後、三田尻港築堤の三田尻海水浴場に観潮楼（かんちょうろう）を設ける。三田尻海水浴場は、1942年（昭和17年）の台風で破壊され、それ以後は閉鎖された。
1923年（大正12年）2月7日、67歳で死去。防府市光明寺に葬られる。

## 顕彰
防府市青少年科学館ソラールの建物の前の広場に、柏木幸助の銅像がある。

## トリビア
- 萩市東田町田町商店街にある漢方薬局、柏木薬局の看板は、赤い小判状のボードに白地で「かしわぎ」とあり、上部に白いネズミが描かれている。薬局は、柏木幸助の家の分家で、彼が体温計を考案したことから、「熱を見る」を略した「ねつみ」から由来して、ネズミを描いた看板になっている。
- 柏木体温計工場跡地は、三田尻御舟蔵跡の北側に隣接したところだった。ここで、安全マッチ、体温計、醤油の速醸法、ジアスターゼ製造などがおこなわれた。2006年現在、工場跡には何も残されていない[5]。

## 参考資料
- 『夢チャレンジ　きらり山口人物伝』山口県ひとづくり財団　2007年 「失敗を恐れず独学で才能を開花させた発明家」p.49-65